# Andrézieux-Bouthéon
 Andrézieux-Bouthéon  es una población y comuna francesa, situada en la región de Auvernia-Ródano-Alpes, departamento de Loira, en el distrito de Montbrison y cantón de Saint-Galmier.
Se ha constatado presencia humana desde el Bronce Antiguo (2000 a. C.)

## Demografía
| 3531 | 3952 | 7640 | 8877 | 9407 | 9153 |
| Para los censos de 1962 a 1999 la población legal corresponde a la población sin duplicidades (Fuente: INSEE [Consultar]) |      |      |      |      |      |